# Gwiazdnica grubolistna
Gwiazdnica grubolistna (Stellaria crassifolia Ehrh.) – gatunek rośliny z rodziny goździkowatych (Caryophyllaceae). Występuje w strefie umiarkowanej i subarktycznej półkuli północnej. W Polsce rośnie w północnej części kraju.

## Morfologia
ŁodygaNaga, podnosząca się, o wysokości 10–25 cm.
LiścieLiście małe, o długości do 2,5 cm, soczysto zielone, jajowato-lancetowate. Liście zgrubiałe, nagie lub orzęsione u nasady.
KwiatyKwiaty białe. Podsadki zielone od środka, działki kielicha niewyraźnie unerwione, o długości 2–3 mm.

## Biologia i ekologia
Bylina. Występuje na torfowiskach. Kwitnie wczesnym latem. Gatunek charakterystyczny zespołu Caricetum diandrae.
Liczba chromosomów: 2n=26.

## Zagrożenia i ochrona
Roślina umieszczona na Czerwonej liście roślin i grzybów Polski (2006) w grupie gatunków wymierających (kategoria zagrożenia: E). W wydaniu z 2016 roku otrzymała kategorię VU (narażony).
Znajduje się także w Polskiej Czerwonej Księdze Roślin w kategorii VU (narażony).
Od 2014 r. roślina podlega w Polsce ścisłej ochronie gatunkowej.